# 賀弘器
賀弘器（？—1647年4月27日（永曆元年三月乙丑）），汝寧府武功縣人，明朝、南明軍事人物。

## 生平
賀弘器最初在崇禎四年（1631年）擔任參將，跟隨洪承疇討伐在寧塞的神一魁；次年（1632年）曹變蛟於靜樂追寇，命令他到唐山殲滅敵人，在華亭戰敗。七年（1634年），賀弘器至隴州追捕盜寇五丈原、七盤坡，斬殺五百人，餘眾逃入商州，在藍田中伏大敗，一年後（1635年）屯駐臨洮和鞏昌。後來孫守法起兵，賀弘器和武大定、李明義、郭天星、黃金餘、焦容、仇璜、孫可法、康存忠及蒲城王心一、王交、張留，中部丁崇福、李老才等人共同響應；至隆武二年（1646年），他和郭雄麗、李拱垣、黃奇虎、齊陞、文潘、赶山虎聯合於寧州巴就坡九龍川，慶陽城人民和應他們，但朝邑再次使陷。 四月時，隆武帝孫守法功勞，連帶賀弘器葉得任命為副總兵。
永曆元年（1647年）正月，賀弘器帶領數萬人攻打慶陽失敗，之後與李明義、宋守相、石二於東川鐵腳城的戰事也失利，宋守相投降清朝；他和李明義等人走入四川，在固原安家川北山堡被都統圖類擒拿被殺，他的侄子賀成玉也同時遇害。

## 引用
1. 1 2  錢海岳《南明史·卷三·本紀第三》：（永曆元年三月）乙丑……總兵賀弘器等戰固原安家川，死之。
2. 1 2  錢海岳《南明史·卷四十九·列傳第二十五》：（賀）弘器，武功人。崇禎四年，以參將從（洪）承疇討神一魁寧塞。五年（曹）變蛟追寇靜樂，命上唐山殲敵，追敗之華亭。七年至隴州，追寇五丈原、七盤坡，斬五百人。寇走商州，中伏藍田大敗。八年，屯臨洮、鞏昌。
3. ↑  錢海岳《南明史·卷四十九·列傳第二十五》：當（孫）守法初起，武大定、賀弘器、李明義、郭天星、黃金餘、焦容、仇璜、孫可法、康存忠及蒲城王心一、王交、張留，中部丁崇福、李老才等俱響應。……（隆武）二年正月五日……（郭）雄麗、弘器、李拱垣、黃奇虎、齊陞、文潘、赶山虎合營寧州巴就坡九龍川，慶陽以城應，朝邑復陷。……四月……紹宗美守法功，遣使間晉行在軍前都督，封犁虜伯；文炳、天星、弘器等授總兵、副總兵有差。
4. ↑  錢海岳《南明史·卷四十九·列傳第二十五》：永曆元年正月，弘器以數萬人攻慶陽大敗，守法守石子城。……弘器、明義、宋守相、石二敗績東川鐵腳城，守相降清。弘器等走四川，至固原安家川北山堡，為都統圖類執死。從子成玉亦死。